# Scleroderma citrinum
Scléroderme vulgaire
Espèce
Scleroderma citrinum, le Scléroderme vulgaire, est une espèce de champignons basidiomycètes de la famille des Sclérodermatacées. Il se présente sous forme d'un sac qui finit par craquer pour libérer les spores qu'il contient. C'est le plus gros et le plus commun des sclérodermes, presque sans pied, légèrement enfoui dans le sol. La couche externe (nommée péridium) est simple, épaisse d'environ 5 mm, grossièrement et fortement squameuse, squames brunes sur fond jaune citron ou brun-jaune pâle, coriace, tenace, se déchirant à maturité. Il se nourrit de matière organique en décomposition et vit dans les bois de feuillus ou de conifères, sur sol exclusivement acide. Sa chair est toxique.

## Description

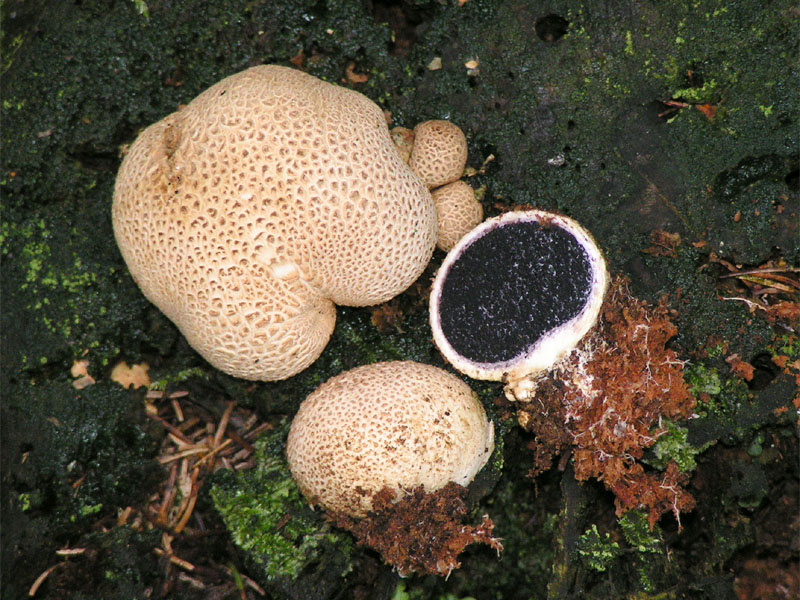
Sclérodermes vulgaires. La coupe montre le péridium entourant la gléba.

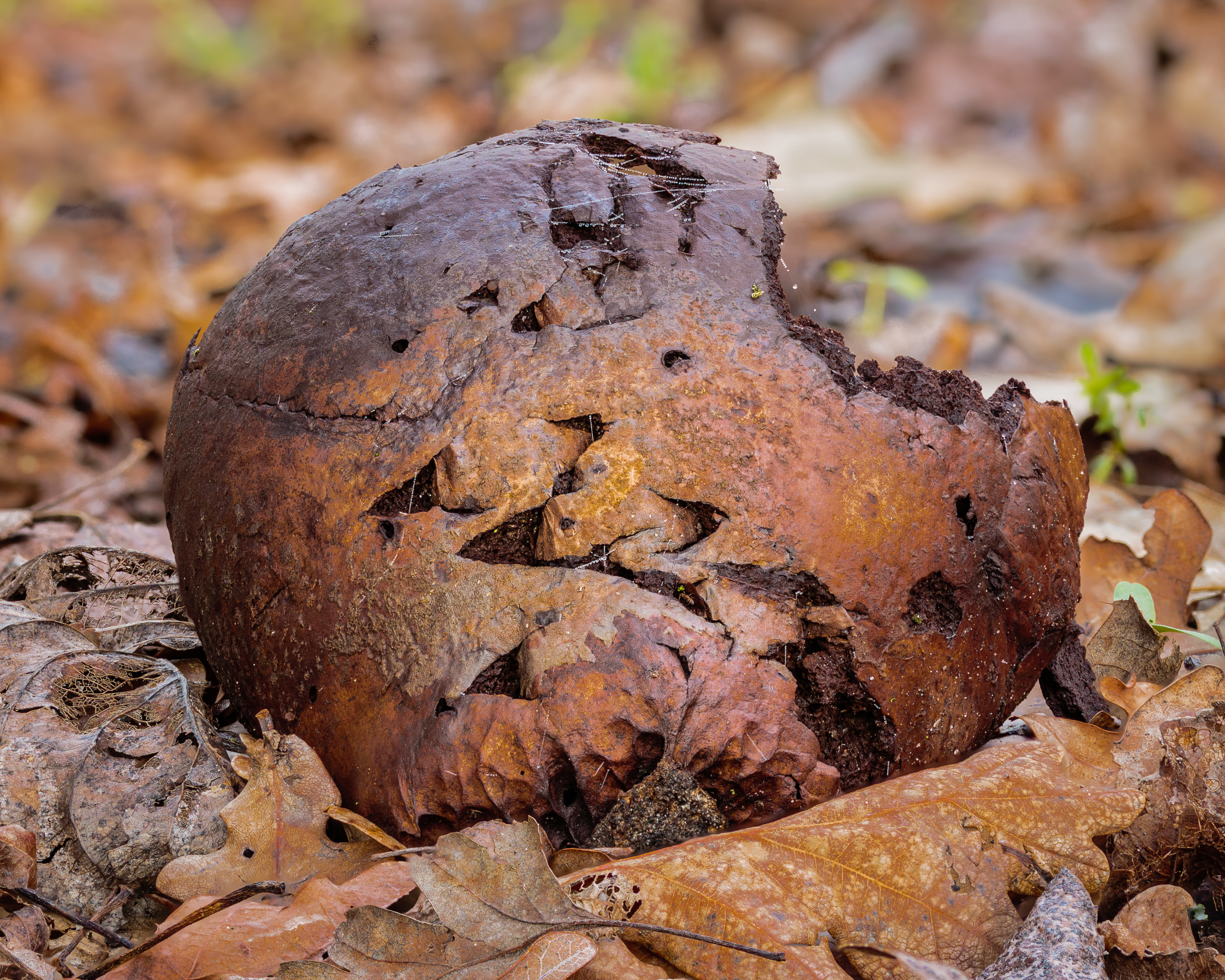
Scleroderma citrinum en décomposition dans le De Famberhorst.

Le sporophore de ce champignon est gastéroïde, irrégulièrement globuleux, souvent comprimé aux pôles, de 2 à 12 cm de diamètre, attaché à même le sol par une touffe de filaments mycéliens radicants.
Son enveloppe, le péridium, très épais, d'1 à 5 mm, est de couleur crème, jaune ochracé à l'extérieur et craquelé en verrues pyramidales irrégulières et brunissantes. À l'intérieur, la gleba est dense, grisâtre pâle, puis noir violacé à noir brunâtre, marbrée de veines blanchâtres et pulvérulente à la fin. La sporée est brun olivâtre sombre.
Le champignon dégage une odeur désagréable, aigre, dite vireuse, qui rappelle celle des vieux oignons, de chambre à air ou de caoutchouc. On la retrouve chez d'autres espèces, telles que le Bolet tacheté, mais elle peut être masquée.

## Écologie
Saprobionte, le Scléroderme vulgaire vient à la fin de l'été et en automne sur substrat acide, dans les bois de feuillus ou de conifères humides, l'humus moussu ou sableux, les tourbières et les marécages en voie d'assèchement. Il est parfois l'hôte du Bolet parasite (Pseudoboletus parasiticus).

## Comestibilité

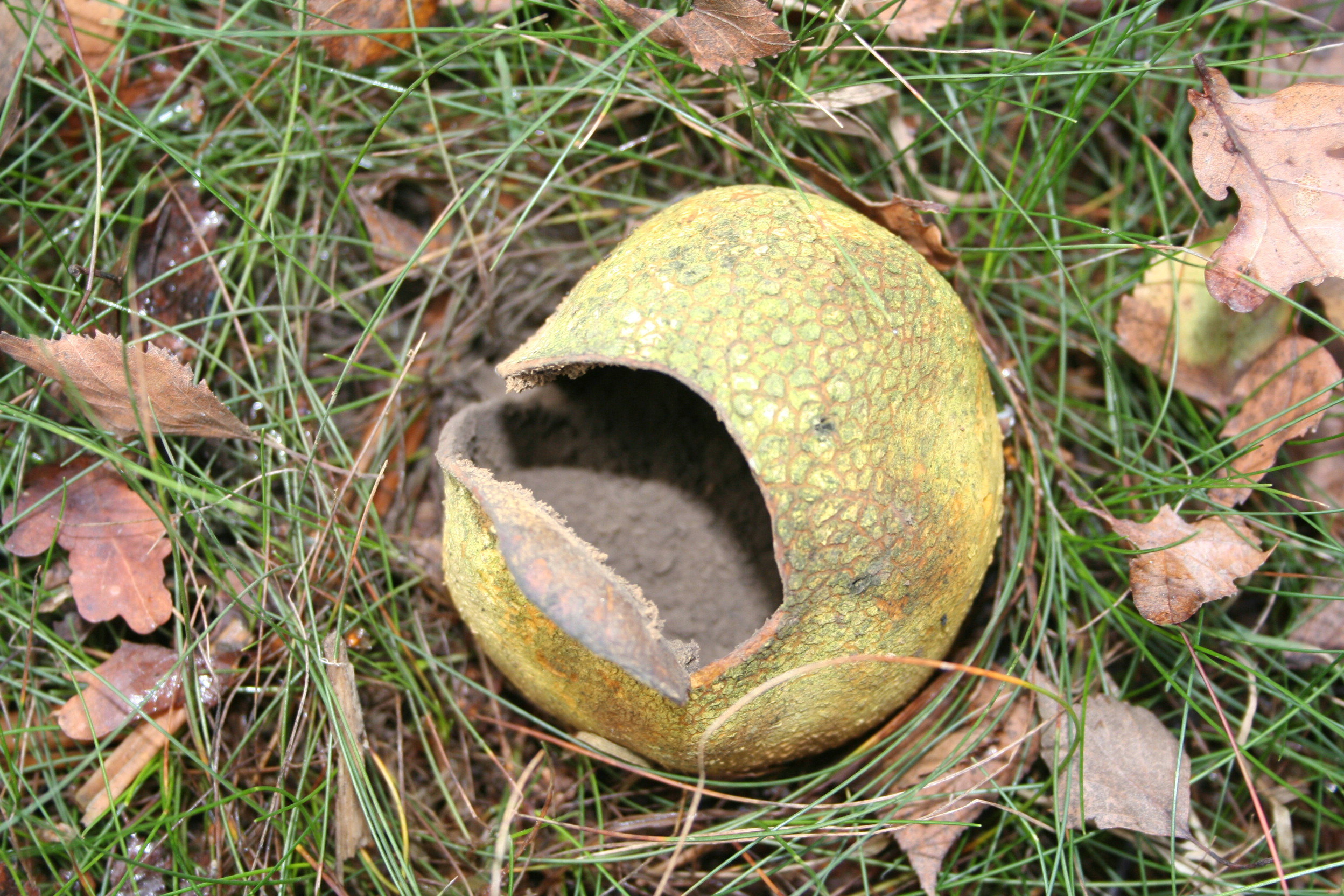
Scleroderma citrinum après ouverture du péridium.

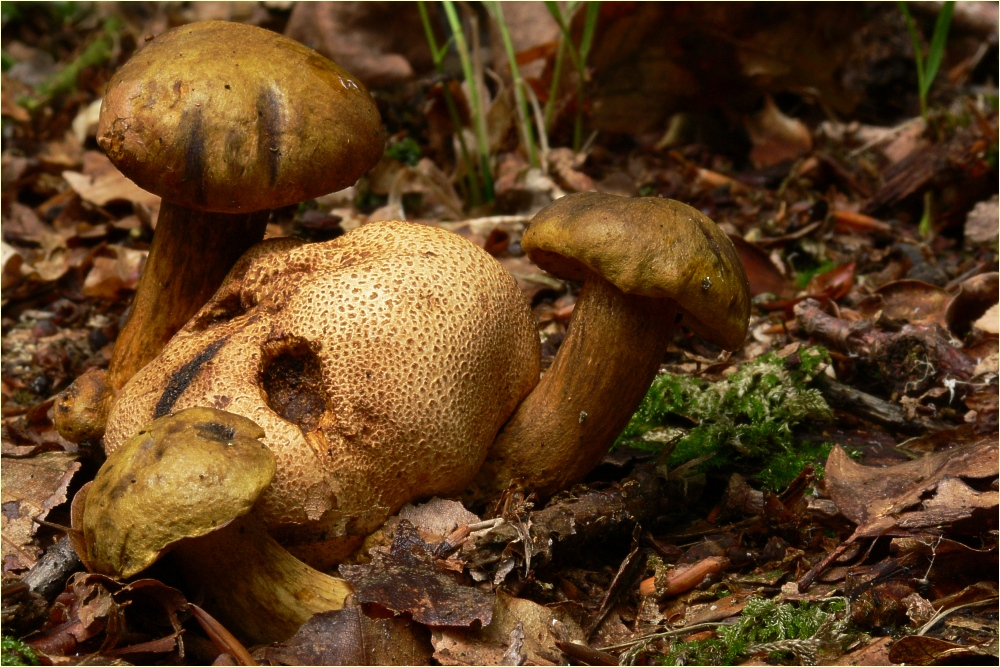
Bolets parasites (Pseudoboletus parasiticus) sur un scléroderme commun.

Bien que l'aspect et la consistance de sa gléba puisse le faire passer pour de la truffe, le Scléroderme vulgaire a non seulement mauvais goût, mais est toxique s'il est consommé en grande quantité, provocant vomissements et diarrhées — inoffensif en petite quantité.

### Utilisation frauduleuse
Le Scléroderme (dont la chair noire, marbrée de blanc, avant maturité, rappelle un peu celle des truffes) peut être inséré dans du foie gras, le faisant passer pour de la vraie truffe. Cette pratique frauduleuse a duré de nombreuses années, un examen au microscope des spores permet de dévoiler l'escroquerie.

## Espèces proches et confusions possibles
Les débutants pourront confondre les sclérodermes avec des vesses-de-loup qui ont parfois le même aspect globuleux et le même mode de dissémination des spores. Le scléroderme, jeune, est beaucoup plus ferme et ne part pas aussi vite en fumée.
Plus proches, il existe plusieurs autres espèces de sclérodermes, de taille plus petite et aux écailles moins marquées, comme Scleroderma verrucosum.

## Taxonomie
Cette espèce est décrite pour la première fois sous le nom Scleroderma citrinum par le mycologue sud-africain Christiaan Hendrik Persoon dans son Synopsis methodica fungorum de 1801, à la base de la mycologie moderne.

### Noms français
Ce taxon porte en français les noms vulgarisés et normalisés Scléroderme citron, Scléroderme orangé, Scléroderme vulgaire.

### Synonymie
Scleroderma citrinum a pour synonymes, :
- Lycoperdon tessellatum Schumach., 1803
- Scleroderma aurantium var. aurantiacum (Bull. ex W.G. Sm.) Rea, 1922
- Scleroderma macrorhizum (Fr.) Wallr., 1833
- Scleroderma vulgare Hornem., 1819